# Rick Parros
Rick U. Parros (New York, 14 giugno 1958) è un ex giocatore di football americano statunitense che ha militato nel ruolo di running back nella National Football League (NFL).

## Carriera
Al college Parros giocò a football all'Università statale dello Utah. Fu scelto dai Denver Broncos nel corso del quarto giro (107º assoluto) del Draft NFL 1981. Nella sua stagione da rookie guidò la squadra con 749 yard corse su 176 possessi. Quelle 749 yard furono più di quanto corse in tutto il resto della carriera. Nel 1985 passò ai Seattle Seahawks, ritirandosi dopo la stagione 1987.